# Retortillo (Burgos)
Retortillo es un caserío, hoy día despoblado, del municipio español de Torrepadre, perteneciente a la provincia de Burgos, en la comunidad autónoma de Castilla y León.

## Toponimia
Retortillo recuerda el antiguo nombre del río Franco.[cita requerida]

## Geografía
Está situado al noroeste de la localidad de Torrepadre, en cuyo término municipal se encuentra. Se accede desde la N-622 por la carretera de acceso a Cobos de Cerrato.

## Historia
Hacia mediados del siglo XIX, el lugar, ya por entonces perteneciente al municipio de Torrepadre, tenía contabilizada una población de 8 habitantes. Aparece descrito en el decimotercer volumen del Diccionario geográfico-estadístico-histórico de España y sus posesiones de Ultramar de Pascual Madoz con las siguientes palabras:

RETORTILLO: granja agregada al pueblo de Torrepadre, en la prov., aud. terr., c. g. y dióc. de Búrgos (7 leg.), part. jud. de Lerma (4 1/2). sit. á la izq. del r. Arlanza. Tiene una casa, y una ermita dedicada á la Natividad de Ntra. Sra. El terreno es de buena calidad; la mayor parte montuoso; le fertiliza el Riofranco, y le cruzan varios caminos. prod.: cereales, y cria caza menor. pobl.: 2 vec., 8 almas.
(Madoz, 1849, p. 429)

En 2023, la entidad singular de población de Retortillo tenía empadronados 0 habitantes.